# Красная книга Кыргызской Республики
Красная книга Кыргызской Республики (кирг. Кыргыз Республикасынын Кызыл китеби) — аннотированный список редких и находящихся под угрозой исчезновения в Киргизии животных, растений и грибов. Насчитывает два издания: первое издание вышло в 1985 году, второе — в 2006 году.
В 1981 году Правительство Кыргызской ССР утвердило список видов, подлежащих включению в национальную Красную книгу и в 1984 году — дополнительный список. Всего в Красную книгу Киргизской ССР должно было быть включено 13 видов и подвидов млекопитающих, 31 вид и подвид птиц, 3 вида пресмыкающихся, 1 вид рыб, 16 видов насекомых и 65 видов высших растений. Однако, в первое издание Красной книги Киргизской ССР, вышедшее в 1985 году, вошли лишь виды первого списка: 13 видов и подвидов млекопитающих, 20 видов и подвидов птиц, 3 вида пресмыкающихся, 2 вида рыб, 5 видов насекомых и 65 видов высших растений. До 2006 года Красная книга не переиздавалась.
Современное издание включает 23 вида млекопитающих, 57 видов птиц, 8 видов пресмыкающихся, 2 вида амфибий, 7 видов рыб, 18 видов членистоногих, 83 вида высших растений и 6 видов грибов.
Снежный барс является самым охраняемым животным: в Кыргызстане за его убийство штраф достигает 1 миллиона сомов.

## Чёрная книга
Виды и подвиды, исчезнувшие на территории Киргизии после 1500 года: закавказский (туранский) тигр, красный волк, обыкновенная выдра, джейран, дрофа. Углозуб туркестанский (4 особи) был обнаружен в мире лишь однажды где-то «между Самаркандом и Памиром», возможно не в Киргизии.